# 領結

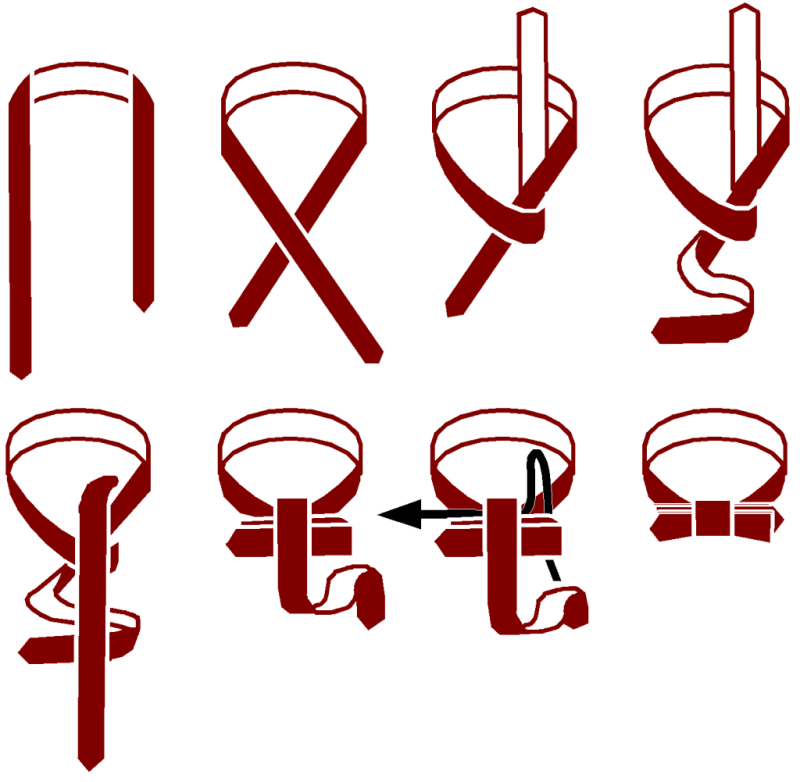
打領結的其中一個方法

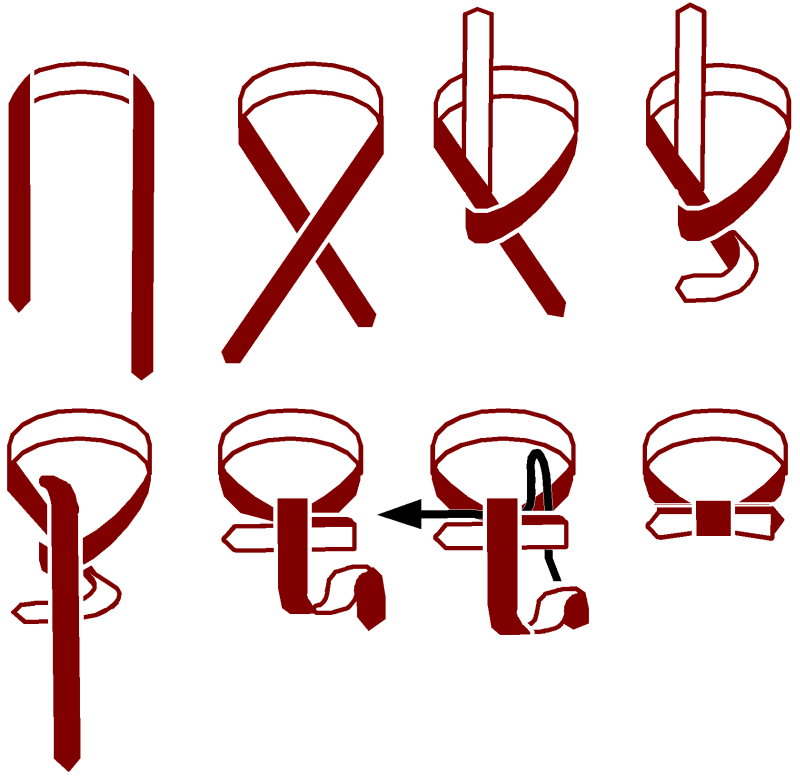
打領結的另一種方法

領結（Bow tie），為一種圍繞頸部的飾物，通常與較隆重的衣著如西裝或禮服一起穿著。領結由一條布料製造的絲帶，對稱地結在恤衫的衣領上，使兩面的結各形成環狀。有些領結是已打好的，其形狀已以縫製方式固定，並縫製至一個環以供套在領上。傳統的領結由一幅布料結成。領結主要由男士佩帶。

## 起源
領結起源於17世紀在三十年戰爭時期的克羅地亞僱傭兵，他們使用絲巾圍繞頸部以固定恤衫的領口，這方法逐漸被法國上流社會所採用，法國當時領先於時裝業，領結在18世紀及19世紀更為盛行。著名法國作家歐諾黑·德·巴爾札克更曾為領結撰寫過一本書。
到19世紀末期，領結的末端變得越來越長，漸漸演變成領帶，領結則逐漸變得不再時興，只有建築師的社群繼續佩帶，因它是建築師制服的一個重要部份。
雖然領帶在今日社會較為普遍，但在商業會議、隆重場合甚至在家中，領結正在重新被注意。一些人穿戴領結出席較輕鬆的晚宴、雞尾酒會或晚上的活動。傳統上，領結仍被用作配襯燕尾服，且被視為唯一正統的領口衣飾。
在正式場合的晚宴中，需要佩帶領結，但因著裝守則不同，佩戴的領結並不一定是黑色的。領結在流行文化中，有時被視為有內涵的象徵，例如小說及電影中的特務詹姆士·龐德。但另一方面，領結也常見於小丑的服裝。部份人認為領結是不合潮流，或古怪。

## 各地名稱
香港粵語以其英文名bow與「煲」字同音而稱領結為「煲呔」，前香港特首曾蔭權又因愛打領結而有「煲呔曾」或「煲呔」的暱稱。

## 以領結著稱者

### 現實世界

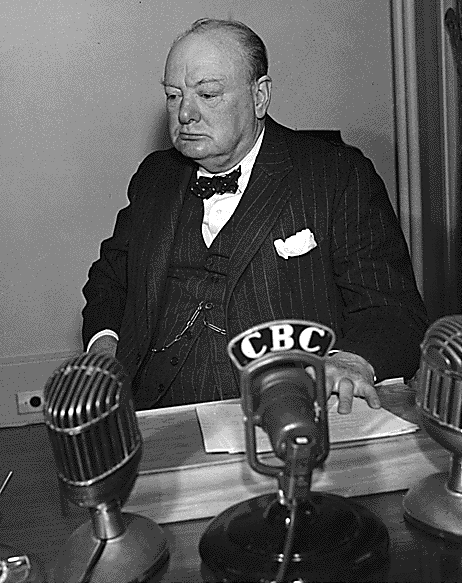
打领结的邱吉爾

- 邱吉爾（ 英国）
- 史蒂夫·乔布斯（ 美国）
- 愛迪生（ 美国）
- 林肯（ 美国）
- 曾蔭權（ 香港）
- 陳志雲（ 香港）
- 謝偉俊（ 香港）
- 施明德（ 中華民國（臺灣））
- 鄭經翰（ 香港）

### 虛構人物
- 工藤新一（江戶川柯南），其領結實際上為阿笠博士發明的變聲器

## 外部連結
- 如何打領結 ehow.com （页面存档备份，存于）
- 如何打領結
- 如何打領結 （页面存档备份，存于） 加上額外步驟供調整鬆緊
- 領結網頁
- 領結演變過程
- 甚麼時候不應該打領結 （页面存档备份，存于）